# Marius Stankevičius
Marius Stankevičius (Kaunas, Lituània, 15 de juliol de 1981) és un futbolista lituà. Juga com a defensa i el seu equip actual és el Córdoba CF de la Primera Divisió espanyola. Ha jugat més de 50 partits amb la selecció lituana.

## Clubs
| Club                | País     | Any         |
| ------------------- | -------- | ----------- |
| FK Ekranas          | Lituània | 1998 - 2001 |
| Cosenza Calcio 1914 | Itàlia   | 2002 - 2003 |
| Brescia Calcio      | Itàlia   | 2001 - 2008 |
| UC Sampdoria        | Itàlia   | 2008 - 2009 |
| Sevilla FC          | Espanya  | 2009 - 2010 |
| València CF         | Espanya  | 2010 - 2011 |
| SS Lazio            | Itàlia   | 2011 -      |